# Kannibalinnen im Avocado-Dschungel des Todes
Kannibalinnen im Avocado-Dschungel des Todes (Original: Cannibal Women in the Avocado Jungle of Death) ist eine niedrig budgetierte Abenteuer-Trash-Komödie des Regisseurs J. F. Lawton. Die Produktion erschien unter diversen Alternativtiteln ab August 1989 im deutschsprachigen Raum, so als Im Dschungel der Avocados, Kannibalinnen im Avocado-Dschungel und als Kannibalinnen im Dschungel des Todes.

## Handlung
Die Vereinigten Staaten zur Zeit des Kalten Krieges: Viele klassische Anbaugebiete der Avocado gehen an den Klassenfeind verloren. Die Frucht erlangt zunehmend politische Bedeutung. Die amerikanische Regierung entschließt sich zum Handeln. Das letzte freie Anbaugebiet in der westlichen Welt, ein unwegsames Dschungelgebiet im US-Bundesstaat Kalifornien, das vom gefährlichen Stamm der Piranha-Frauen beherrscht wird, soll unter Kontrolle gebracht werden. Die radikale und militante Gemeinschaft der Kannibalinnen – einer Legende nach sollen sie Männer verführen, töten und verspeisen – soll zur Umsiedlung in ein Reservat überredet werden. In Wirklichkeit ist die „Avocado-Affäre“ nur vorgetäuscht, um das feminine Volk zu unterwerfen.
Ethnologin und Feministin Dr. Margo Hunt wird beauftragt, in das unwegsame Dschungelgebiet zu reisen und im Namen der Regierung zu vermitteln, da die Männerfresserinnen immer größere Teile des Urwalds beanspruchen. Zudem soll sie das Verschwinden ihrer Kollegin Dr. Kurtz aufklären, von der seit zwei Jahren jedes Lebenszeichen fehlt. Gemeinsam mit ihrer lispelnden Studentin Bunny und dem vorlauten Kundschafter Jim, Margos Ex-Freund, bereist die Hauptdarstellerin schließlich das gefährliche Avocado-Gebiet.
Nach allerlei bestandenen Abenteuern stößt das Trio schließlich auf den kriegerischen Piranha-Stamm, der sie feindlich empfängt. Die von Dr. Kurtz geführten Frauen zwingen Bunny und Margo nachfolgend zu einem absurden Aufnahmeritual, dem sich die tapfere Margo entzieht. Ziellos flüchtet die Feministin in die Wildnis, wo sie alsbald auf den mit den Piranha verfeindeten Stamm der Barracuda-Frauen trifft. Diese nehmen Margo als Freundin in ihren Reihen auf. Im Anschluss versucht die Dozentin ihre beiden Reisegefährten zu retten. Es kommt zu einem Kampf um die Herrschaft über die Amazonen, den Margo letztlich für sich entscheidet. Die unterlegene Francine, die zwischenzeitlich von der Siegerin als Heuchlerin entlarvt wird, wählt den Freitod. Die beiden Amazonen-Stämme vereinen sich.
Zurück in der Zivilisation stellt die selbstbewusste Margo die verantwortlichen Militär zur Rede und stellt deren frauenfeindliche Ansichten bloß. Sie droht den Männern mit der medialen Öffentlichkeit und erpresst anschließend Forschungsgelder für ihre Universität. Am Ende stellt sich auch privates Glück ein. Bunny und Jim heiraten, während Margo in dem Eingeborenen Jean-Pierre den lang ersehnten Seelenverwandten findet.

## Kritiken
Das Lexikon des Internationalen Films bezeichnet die Produktion als einen „extrem unappetitlichen Schundfilm, der von Anfang an seine eigene Lächerlichkeit mitinszeniert.“
Die VideoWoche bewertet den Film als „hanebüchene, aber sehr lustige Dschungelkomödie, die nichts und schon gar nicht sich selbst ernst nimmt.“